# Parafia św. Michała Archanioła w Kodniu
Parafia św. Michała Archanioła – parafia prawosławna w Kodniu, w dekanacie Terespol diecezji lubelsko-chełmskiej.
Na terenie parafii funkcjonują 2 cerkwie:
- cerkiew Świętego Ducha w Kodniu – parafialna
- cerkiew św. Proroka Eliasza w Olszankach – filialna

## Historia
Parafia prawosławna w Kodniu powstała w 1515. Pierwszą świątynią była ufundowana przez wojewodę podlaskiego Iwana Sapiehę drewniana cerkiew św. Michała Archanioła, która przetrwała do lat 70. XIX w. W 1530 zbudowano murowaną cerkiew Świętego Ducha, przy której erygowano drugą parafię. W XVII w. obie parafie przyjęły unię.
Po likwidacji unii na południowym Podlasiu i reaktywacji parafii prawosławnych, w 1875 władze carskie urządziły w rzymskokatolickim kościele św. Anny cerkiew, która stała się siedzibą parafii św. Michała Archanioła w miejsce rozebranej drewnianej świątyni z 1515. W 1910 w Kodniu zbudowano kolejną cerkiew – pod wezwaniem Świętych Cyryla i Metodego. Działalność parafii przerwał wybuch I wojny światowej i udanie się prawosławnej ludności na bieżeństwo.

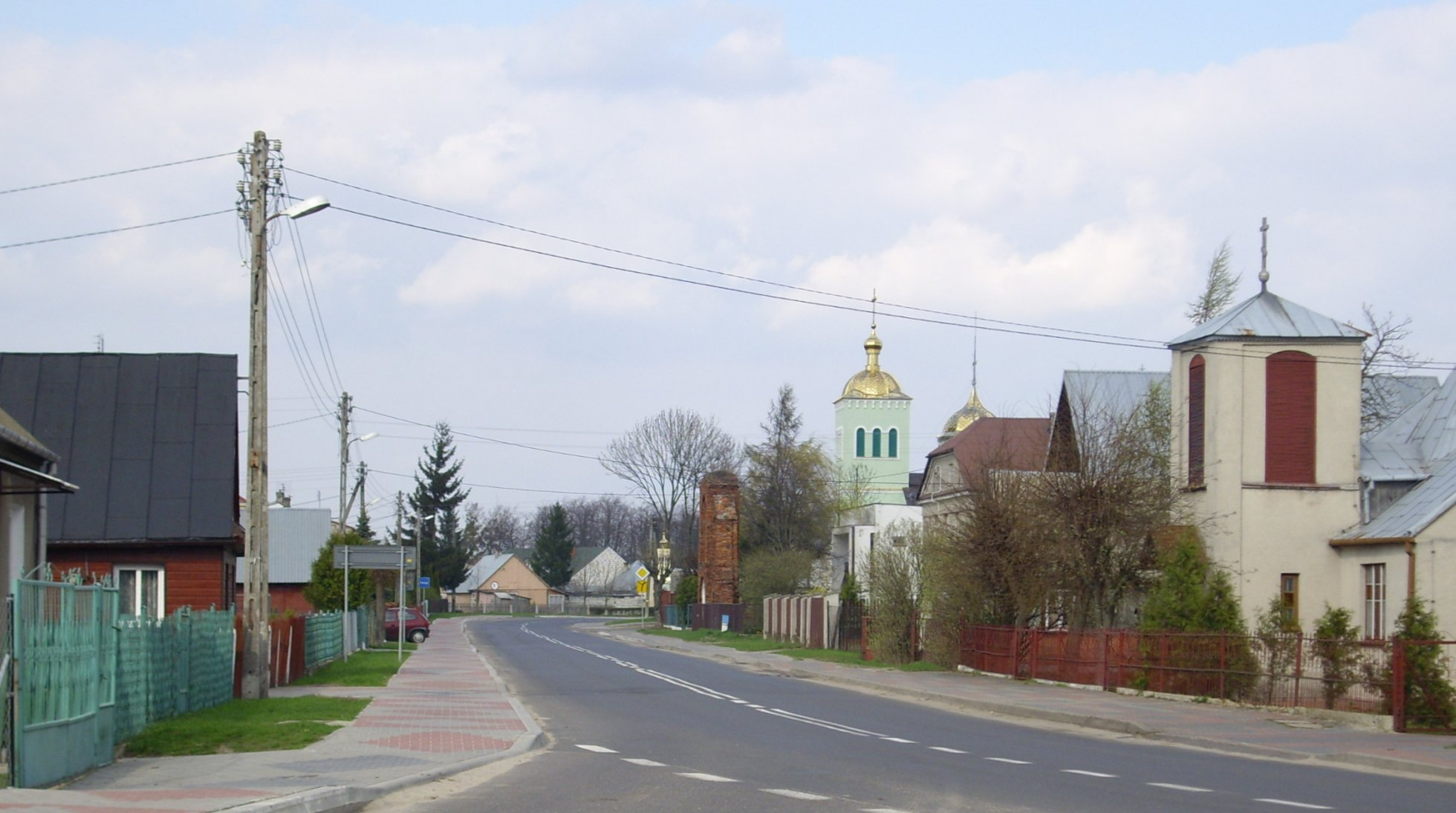
Ulica Sławatycka w Kodniu – po prawej na pierwszym planie dawna cerkiew (biała), w głębi obecna (zielona)

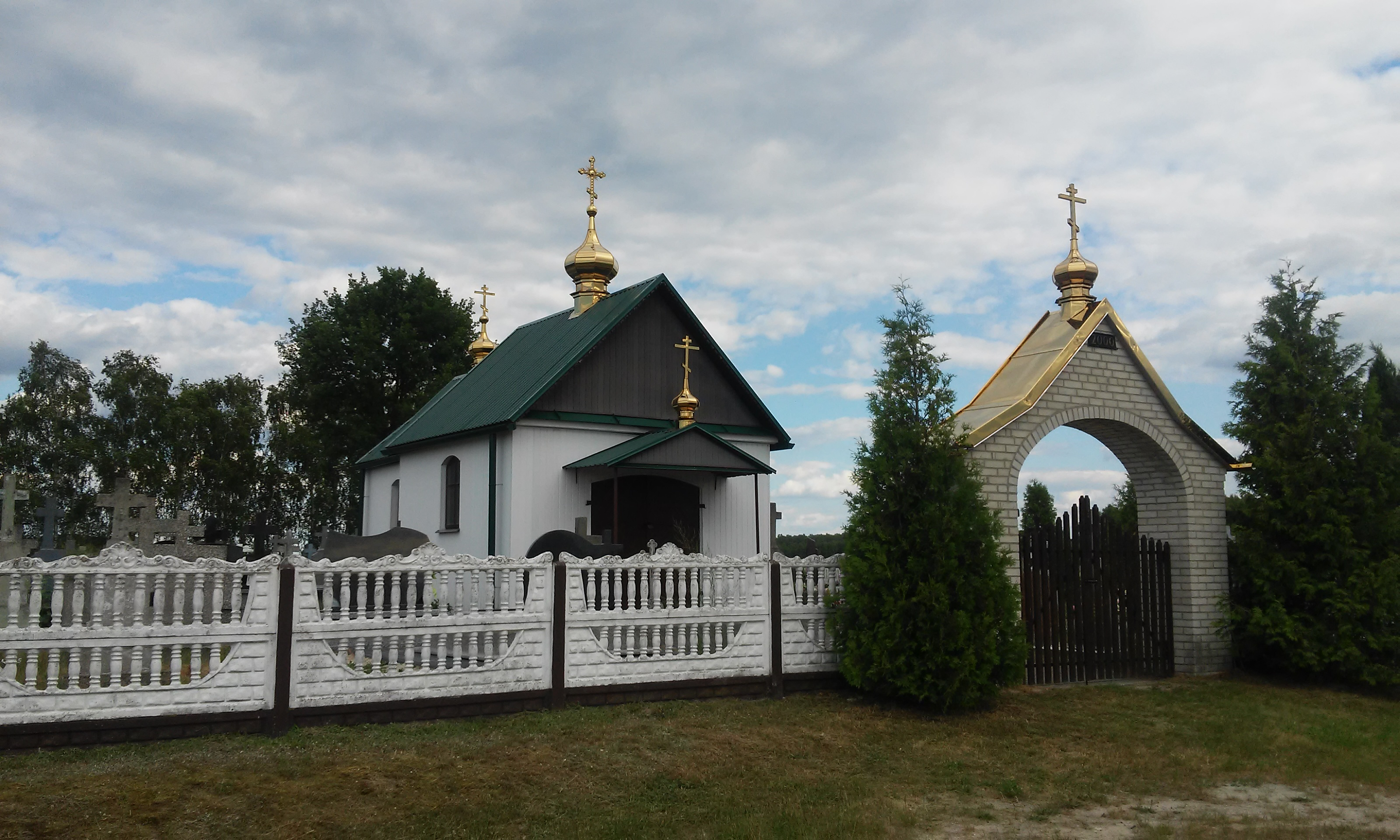
Cerkiew św. Proroka Eliasza w Olszankach

Po odzyskaniu przez Polskę niepodległości zlikwidowano wszystkie świątynie prawosławne w Kodniu – cerkiew św. Michała (wcześniejszy kościół św. Anny) zwrócono rzymskim katolikom, cerkiew Świętego Ducha stała się świątynią neounicką (obecnie jest to filialny kościół rzymskokatolicki), natomiast w cerkwi Świętych Cyryla i Metodego urządzono szkołę. Parafia katolicka przejęła też część cmentarza prawosławnego (mimo że już posiadała jeden, będący jej wyłączną własnością). Wierni prawosławni po powrocie z bieżeństwa zbudowali w miejscu drewnianej cerkwi św. Michała niewielką kapliczkę, przy której początkowo organizowali życie parafialne (od lat 30. pod opieką mnichów z monasteru w Jabłecznej). Wskutek trudności stwarzanych przez władze państwowe, nabożeństwa zaczęto odprawiać na cmentarzu, w prowizorycznym szałasie. Bezpośrednio przed wybuchem II wojny światowej wzniesiono murowany budynek (oficjalnie jako mieszkalny), który stopniowo zaadaptowano na cerkiew parafialną (pod wezwaniem św. Michała Archanioła).
W latach 1944–1946 część ludności prawosławnej została przesiedlona do ZSRR, w 1947 wysiedlono niektóre rodziny w ramach akcji „Wisła”. W okresie powojennym (prace trwały do lat 80.) powiększono budynek cerkiewny, dobudowano dzwonnicę i kopuły, wzniesiono dom parafialny.
W 1997 poświęcono cerkiew filialną św. Proroka Eliasza, zbudowaną na cmentarzu w Olszankach.
W 2000 podjęto decyzję o budowie nowej świątyni parafialnej (pod wezwaniem Świętego Ducha) przy ulicy Sławatyckiej, według projektu Mirosława Załuskiego (syna prawosławnego duchownego). Cerkiew wzniesiono w latach 2001–2007, dzięki znacznej pomocy finansowej Greckiego Kościoła Prawosławnego. Konsekracja świątyni (dokonana przez zwierzchników dwóch Cerkwi: polskiej – metropolitę Sawę i greckiej – arcybiskupa Chrystodulosa) miała miejsce 20 maja 2007. W budynku dawnej cerkwi parafialnej (św. Michała Archanioła) otwarto Centrum Kultury Prawosławnej.

## Zasięg terytorialny
Kodeń, Olszanki, Haczki, Dobromyśl, Elżbiecin

## Wykaz proboszczów
- lata 30. XX w. – mnisi z Jabłecznej
- – ks. Piotr Uszakow
- ? –1958 – o. ihumen Alipiusz (Kołodko)
- 1958–1960 – ks. Eugeniusz Nielipiński
- 1960–1964 – ks. Grzegorz Sosna
- 1964–1989 – ks. Aleksy Subotko
- 1989–2005 – ks. Jerzy Ignaciuk
- 2005–2013 – ks. Wiesław Skiepko
- od 2013 – ks. Jan Grajko